# گرینفیلد (مینه‌سوتا)
گرینفیلد، مینه‌سوتا (به انگلیسی: Greenfield, Minnesota) یک شهر در ایالات متحده آمریکا است که در شهرستان هنپین، مینه‌سوتا واقع شده‌است.

## خصوصیات
گرینفیلد ۵۵٫۸۱ کیلومترمربع مساحت و ۲٬۷۷۷ نفر جمعیت دارد و ۳۰۵ متر بالاتر از سطح دریا واقع شده‌است.